# بمب‌گذاری ۲۰۰۳ راه‌آهن استاوروپول
بمب‌گذاری ۲۰۰۳ راه‌آهن استاوروپول (انگلیسی: 2003 Stavropol train bombing) یک حمله تروریستی بود که در ۵ دسامبر ۲۰۰۳ در یسنتوکی، سرزمین استاوروپول، روسیه، در راه‌آهن حومه رخ داد. حداقل ۴۶ نفر را کشت و بیش از ۱۷۰ تن را مجروح ساخت. یک لوکوموتیو برقی حومه در کرای استاوروپول که در حال حرکت از کیسلوفودسک به مینرالنیه وودی بود درست در هنگام حرکت از ایستگاه قطار «یسنتوکی» توسط یک بمب‌گذار انتحاری که حامل ۷ کیلوگرم ماده انفجاری تری‌نیتروتولوئن بود خود را منفجر کرد. مسئولیت این حمله فوراً به تروریست‌های چچن نسبت داده شد که حملات قبلی را اندکی قبل از آن انجام داده بودند، از جمله یک حمله در ۳ سپتامبر ۲۰۰۳، که باعث کشتن ۷ تن و زخمی شدن بیش از ۸۰ نفر شده بود. ابراهیم اسرافیل، یکی از مقامات سابق محلی چچن، در سال ۲۰۰۴ به جرم سازماندهی عملیات انفجار سپتامبر به ۲۰ سال حبس محکوم شد. اما تا دسامبر ۲۰۰۹، هیچ شواهدی از دستگیری یا محکومیتی برای حمله «یسنتوکی» به دست نیامد.